# Línguas andoque-urequena
As línguas andoque-urequena (também línguas andoke-urekena) constituem uma família de línguas ameríndias da América do Sul.

## Línguas
As línguas andoque-urequena são:
- Língua andoque
- Língua urequena